# Peter Moore (żużlowiec)
Peter Moore (ur. 28 kwietnia 1929 w Melbourne, zm. maj 1996) – australijski żużlowiec.

## Życiorys
W 1964 r. zdobył w Auckland tytuł indywidualnego wicemistrza Nowej Zelandii. Kilkukrotnie startował w finałach indywidualnych mistrzostw Wielkiej Brytanii, najlepszy wynik osiągając w 1963 (VIII miejsce).
Wielokrotnie reprezentował Australię w eliminacjach indywidualnych mistrzostw świata, pięciokrotnie awansując do finałów, w latach 1956 (IX miejsce), 1958 (XI miejsce), 1959 (XIV miejsce), 1960 (IV miejsce) oraz 1963 (XI miejsce).
W 1963 r. zdobył w Wiedniu brązowy medal drużynowych mistrzostw świata (startując w barwach Wielkiej Brytanii).
Startował w lidze brytyjskiej, w barwach klubów z Wimbledonu, Long Eaton, King’s Lynn, Hackney, Rayleigh i Hoddesdon.